# 小山貢山
小山 貢山（おやま こうざん、1979年 - ）は、津軽三味線・ 沖縄三線箏奏者・作家・翻訳家・武道家・イベントオーガナイザー・実業家。本名宍戸俊信。
声楽家・作曲家・音楽教師の藤原武（愛媛県西条市）を祖父に、法学者の茎田加寿子を大叔母に持ち、津軽三味線小山流師範・小山貢山 初代・早稲田大学津軽三味線愛好会三津巴講師。合気道合気会二段。千野出版より「あなたも弾けるやさしい津軽三味線入門」DVD・津軽三味線教本オールインワンを出版。津軽三味線愛好会三津巴など、超流派の津軽三味線グループにも関わる。

## 音楽遍歴
小学校より母親の影響でYMOにはまり、中学校では、JPOPを聞きあさる。津軽三味線は何か一つ文化部に入ろうと友達と一緒に入ったのがきっかけで、初め竹山流・島村舟山に師事し高橋竹山流（弾き三味線）を習得、その後 村上三絃堂で内弟子であった堀尾由謡・康磨親子に 叩き三味線を師事。津軽三味線奏者岡田修のオリジナル曲「火の鳥」に深い感銘を受け、津軽三味線の道に入る。「黒石よされ節」を弾くために、大学の図書館で取り寄せた小山貢民謡集3集のカセットテープの「秋田荷方節」を聞いて小山流入門を志すようになる。
広島市立大学在学中に、ストリートでの演奏を開始、プロを志すようになる。途中、沖縄好きだった友人が三線を弾いているのを見て三線を初め、広島三線クラブに通う。この頃から弾き歌いを始める。その後声楽家だった祖父の勧めもあり、三味線を音楽大学で学ぶ為、作陽音楽大学短期大学部箏曲コース（箏奏者は三味線が必須であることから）か、 大阪芸術大学長唄三味線科か迷うが、広島から近いという地の利もあり、箏を学び始める。入学前 作陽音楽大学では、学校の課題をやらず現代曲「斜影」に開眼し、卒業演奏では「斜影」を演奏。
作陽音楽大学短期大学部卒業後は、東京の実家に戻り、 東京芸術大学長唄三味線専攻を志し東音・小島直文に師事するも挫折、一旦は不遇の時期を迎える。
現在は小山流師範として活躍中

## 略歴
- 1979年 愛媛県生まれ。
- 1999年 広島市立大学在学中にサークルにて津軽三味線を始める。
- 2003年 合気道合気会本部道場に入門。
- 2005年 東京都新宿区の自宅にて津軽三味線教室を開催。
- 2006年 津軽三味線小山流に本部に入門。NPO法人日本文化体験交流塾理事就任。
- 2008年 津軽三味線小山会師範免状取得。
- 2009年 早稲田大学津軽三味線サークル「三津巴」講師となる。
- 2010年 FEIレコード千野出版より「あなたも弾けるやさしい津軽三味線入門」DVDを出版。合気道合気会二段允可。
- 2012年 千野出版より津軽三味線教本オールインワンを出版。「他人の曲を弾く」ということがタブーだった津軽三味線界に衝撃を与える。[要出典]
- 2013年 NPO法人日本文化体験交流塾にて合気道体験講座開始。ニューヨークシティにて津軽三味線教室を開催。株式会社「獅子道」を設立、代表取締役に就任。千野出版より「津軽三味線現代曲集第1集」を出版。津軽三味線世界大会（弘前大会）にてBachidoメンバーとして金賞を受賞。[要出典]
- 2014年 オーガナイズイベント日本文化国際交流イベントJapanese Lounge Nightが53回でグランドフィナーレ
- 2015年 Twitter炎上、その後必死の消火作業により、鎮火。[要出典]ニューヨーク ヴァッサー大学にて全編英語での講義を行う。[要出典]amazon,楽天へ楽譜集・CD・DVDを出品。
- 2016年 Tsugaru Shamisen Shishido New York を設立。[要出典]
- 2017年 獅子道として津軽三味線世界大会に出場、2グループしかいなかったので準優勝となる。[要出典]小山会発表会にて舞台上で皮が破れる[要出典]
- 2019年 獅子道として津軽三味線団体Cグループ二連覇[要出典]

## 特徴
情報科学部出身・箏曲専攻の利をいかし、ネットを駆使した津軽三味線奏者。暗譜が苦手。譜起こしは得意だが譜読みが苦手で、CD「津軽三味線なだば」の「游」に至っては共演の鮎澤和彦に弾いてもらっている始末であり、本人が弾けるようになったのは楽譜を出版して2年後であったという。

## ディスコグラフィ
- 津軽三味線なだば （2014/1/8）、FEI-CD049）
- 打擦奏vol （2015/11/2）、FEI-CD051）

## 関連文献
- 『この1冊で津軽三味線が弾ける! 津軽三味線入門 ALL IN ONE』千野出版事業部,2012年,ISBN 978-4-86178-152-0
- 『津軽三味線 楽譜集 現代曲集 第一集 』千野出版事業部,2014年,ISBN 978-4-86178-164-3